# 福島橋 (広島市)
福島橋（ふくしまばし）は、広島県広島市西区福島町1丁目付近にかつて存在していた橋である。

## 概要
かつて天満川の西側にあった福島川（旧名・川添川）に架かっていた橋で、現在の都町交差点付近に所在していた。
江戸時代の西国街道筋、明治時代の国道2号筋の橋であり、東へ道沿いに進めば天満橋に、西に進めば山手川に架かる己斐橋にたどり着いていた。当時はすぐ南側に広島電鉄の電車橋・福島町電車専用橋が、北側の小河内町付近には小河内橋が存在していた。
戦後、太田川放水路改修工事に伴い、橋の付近は埋め立てられている。

## 歴史
架橋年は不明。山陽道（西国街道）は元々山側を通っていたが、江戸時代初期である福島正則の藩政時代に広島城下に引き込むことになった。つまりこの橋の架橋年度は、少なくとも正則が入封した慶長6年（1601年）3月以降のことになる。
元々福島町は「川添村」と呼ばれ、その川添川にかかる橋を「川添橋」と呼ばれていた。江戸時代において防犯上の理由に架橋規制が行われており、この橋は川添川に唯一架けられた橋であった。
江戸時代に描かれた「広島城下屏風絵」（広島市郷土資料館蔵）には広島城を中心に西は天満川までの範囲を描いている、つまりこの地は城下町の外に位置していたことになる。当時の絵図としては、明和元年（1764年）頃長州藩地理図師有馬喜惣太による『行程記』（山口県文書館蔵）に描かれている。
西国街道は明治に入ると国道として用いられることになる。明治末期から大正にかけて、川添から現在の福島に改称されている。一節には1911年(明治44年）改称、あるいは1916年（大正5年）改称ともいわれる。また改称理由は、旧広島藩主福島正則の三男八助（福島正之もしくは福島正利）を祀る小祠をこの地で発見されたことにちなむとも言われる。なお昭和初期の地図でも川添が用いられている（下地図参照）など定まっていなかったものの、少なくとも1930年代の内務省資料では福島が正式名称として用いられている。
1919年（大正8年）、市内全域で起きた洪水の被害により落橋している。なお下記地図のように鋼橋に架け直されたとするものもあるが、1945年被爆時点では木橋であった。昭和初期ごろまで市内でもっとも長い橋であった。そのため渡るのに時間がかかり、冬場になると寒さで耳が切れるように痛むことから、別名「耳切り橋」とも言われていた。
太田川放水路工事に伴いこの地の埋め立て、つまり廃橋が決定したのは1927年（昭和2年）のことである。ただ太平洋戦争や用地買収に伴い工期は戦後に伸びている。
1945年（昭和20年）8月6日広島市への原子爆弾投下（爆心地から約1.5km）に際して、落橋は免れたが火災により木製欄干が小破した。長い木橋に火災が起きていた状況に危険と判断したものが多かったのか渡るものが少なく、下流側の電車橋は大きく傾いていたためここより上流側の小河内橋へ避難路を求めた。ただ同年9月枕崎台風により落橋した。
その後、太田川放水路整備に伴い取り壊され、この付近の福島川は埋め立てられた。

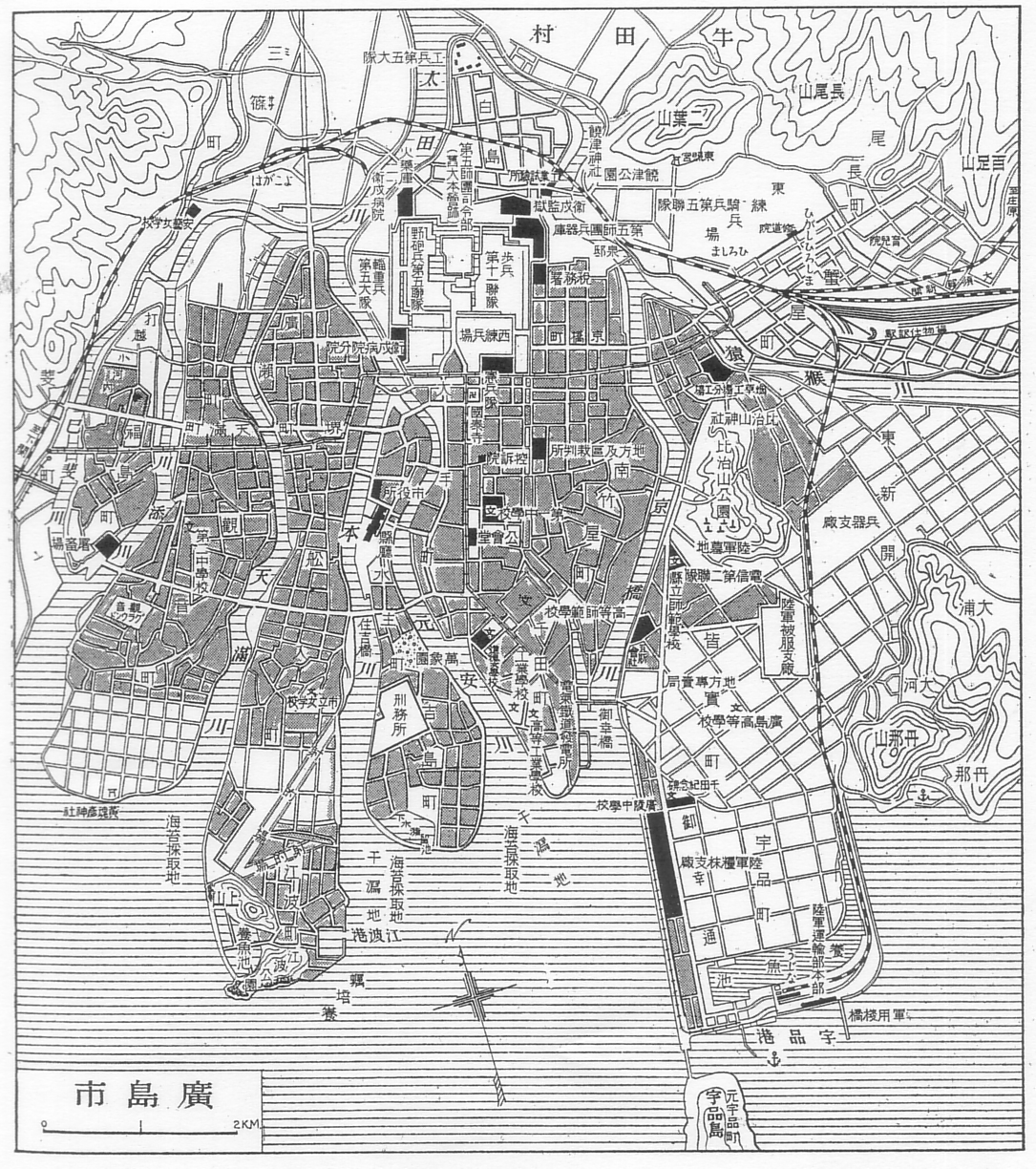
1930年頃の広島市地図。これには川添川表記が用いられている。
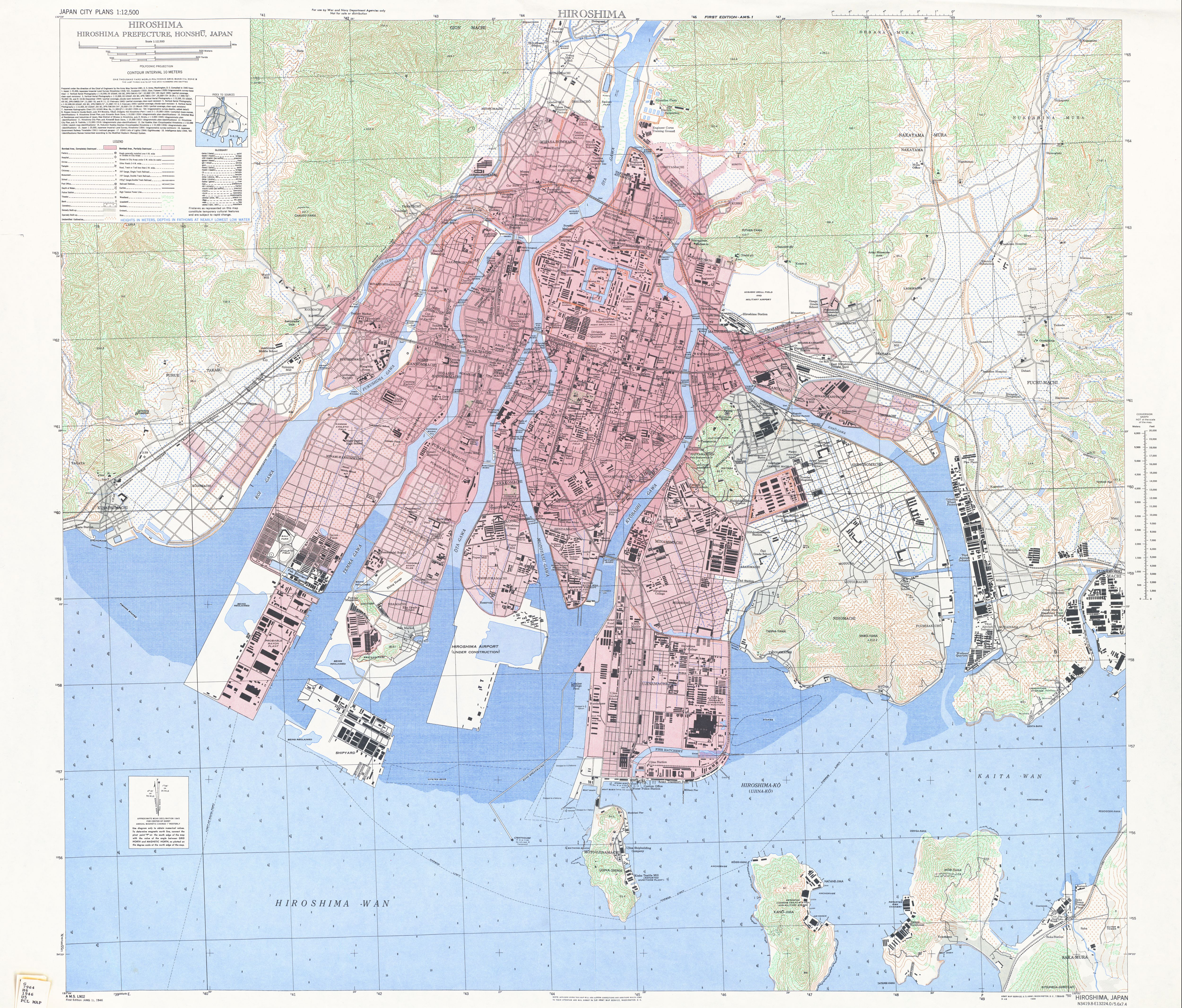
1945年米軍作成の広島市地図。福島川中流の電車橋の上流側に"FUKUSHIMA-BASHI"（福島橋）が確認できる。
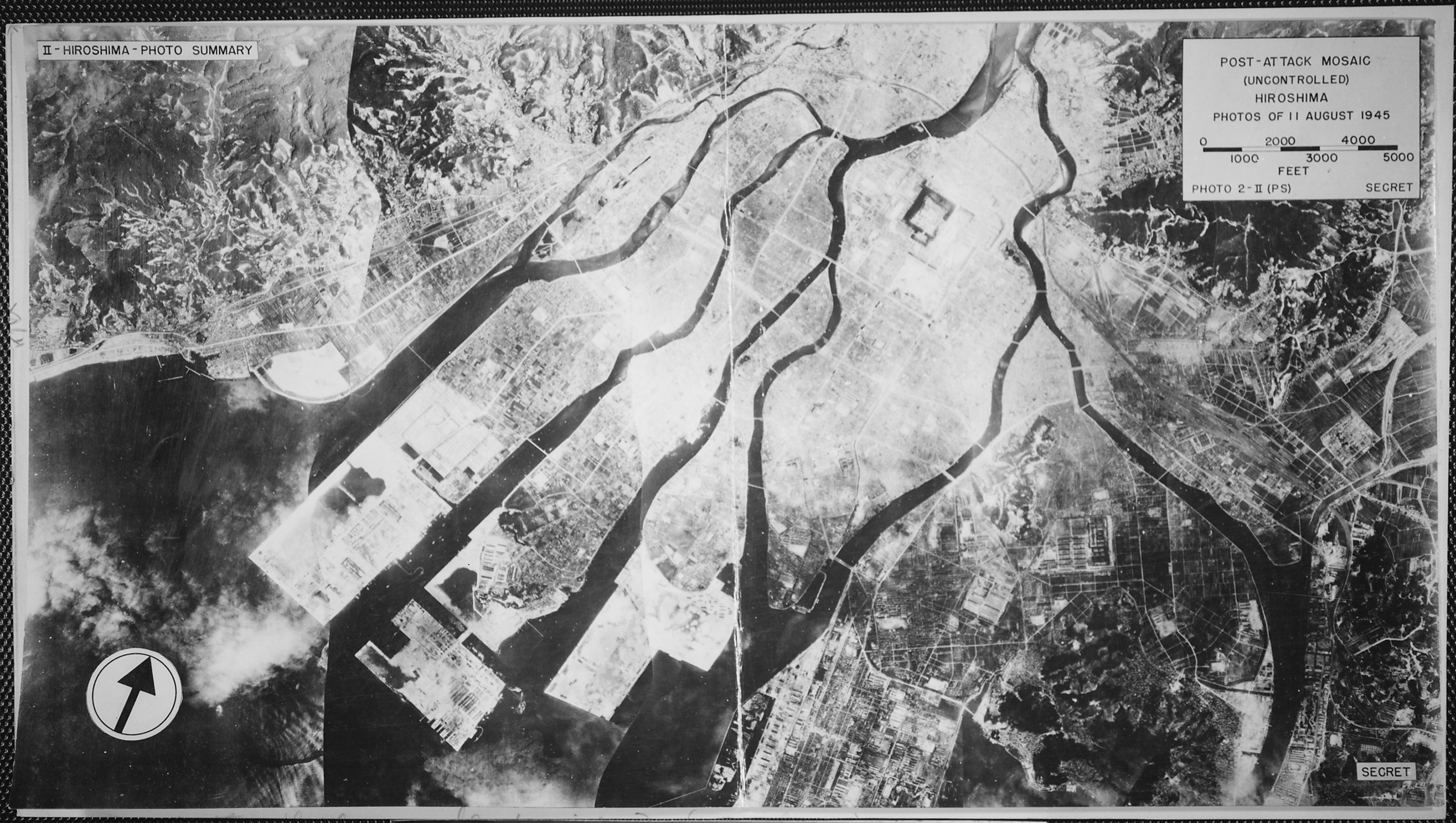
1945年被爆後の広島市。上地図と位置を参照。この写真で存在は確認できるがうっすらと見える状況である。

## 参考資料
- 渡邉雅の「広島～ヒロシマ～ひろしま」[リンク切れ]（広島市）
- 広島県警察の歴史 大正時代[リンク切れ]
- 四国五郎『広島百橋』春陽社出版、1975年。
- 広島市『広島原爆戦災誌』（PDF）（改良版）、2005年（原著1971年）。2014年6月20日閲覧。
- 松尾雅嗣、谷整二「広島原爆投下時の一時避難場所としての川と橋」（PDF）『広島平和科学』第29巻、広島大学、2007年、1頁-25頁、2014年6月20日閲覧。